# Lagoa Itapeva
Lagoa Itapeva är en lagun i Brasilien.   Den ligger i delstaten Rio Grande do Sul, i den södra delen av landet, 1 500 km söder om huvudstaden Brasília. Lagoa Itapeva ligger 1 meter över havet. Arean är 117 kvadratkilometer. Den sträcker sig 25,4 kilometer i nord-sydlig riktning, och 23,1 kilometer i öst-västlig riktning.
Runt Lagoa Itapeva är det i huvudsak tätbebyggt.